# Gunwalloe
Gunwalloe (Gwynwalloe en cornique) est une paroisse civile des Cornouailles, en Angleterre.